# Гаган Наранг
Гаган Наранг  (англ. Gagan Narang, 6 травня 1983) — індійський стрілець, олімпійський медаліст.

## Виступи на Олімпіадах
| Олімпіада           | Дисципліна                                     | Місце |
| ------------------- | ---------------------------------------------- | ----- |
| Афіни 2004          | пневматична гвинтівка, 10 м                    | =12   |
| Пекін 2008          | пневматична гвинтівка, 10 м                    | 9     |
| Пекін 2008          | дрібнокаліберна гвинтівка, 50 м, три положення | 13    |
| Пекін 2008          | дрібнокаліберна гвинтівка, 50 м, лежачи        | 35    |
| Лондон 2012         | пневматична гвинтівка, 10 м                    | 3     |
| Лондон 2012         | дрібнокаліберна гвинтівка, 50 м, три положення | 20    |
| Лондон 2012         | дрібнокаліберна гвинтівка, 50 м, лежачи        | 18    |
| Ріо-де-Жанейро 2016 | пневматична гвинтівка, 10 м                    | 23    |
| Ріо 2016            | гвинтівка лежачи, 50 м                         | 13    |
| Ріо 2016            | гвинтівка, 50 м, три положення                 | 33    |